# 大西正昭
大西 正昭（おおにし まさあき、1963年11月12日 - ）は、日本のスタントマン、俳優。イラストレーター、写真作家、エッセイスト。兵庫県宝塚市出身。

## 略歴
16歳からレース用オートバイのテストライダーを勤め、同時期TV、舞台スタッフとしてアルバイトから始める。1981年上京、本格的に映画製作の修行に入る。
上京当初は特殊撮影機材効果の見習いからはじまり、後にスタント業へ転身現在に至る。カースタントからボディースタント、殺陣を担当、俳優としても活動していることから異色の顔を持つ。180cmを越す身長とシルエットから俳優部からの指名が多いスタントマンである。他に 大西が考案（共同開発）した撮影機材の部品がドイツのDIN、RAL、VDE、VDA規格に認定され独米で特許を所得した事が話題を呼ぶ。
クレジットタイトルではカースタントパフォーマー、カーアクションコーディネイト、カー・アクションセイフティー、カメラカー などの表記もある。
他、ハーレーダビッドソンでのキャンプツーリングで北海道の土地と自然をモチーフとした愛と生命、出会った土地の子供や動植物を天使と妖精に重ねた絵画、写真（デジタル写真含む）、詩がポストカードなど土産品などとして販売され作家として他方面でも活躍。これら作品は『心象』と『象徴』の2観点からの表現方法。インターネット時代を逆行した宝探し感覚での販売方法提案が長期旅行者からマニア受けされる。作家としては変名 masa の名義。この中には焼き鏝絵などの工芸品もある。

## 主な作品

### 主な映画
- 刑事物語5 やまびこの詩 (1987年、東宝) …カースタント
- SO WHAT (1988年、松竹) …スタント
- ほしをつぐもの （1990年、松竹）…協力
- ミンボーの女 （1992年、東宝）…出演
- 月はどっちに出ている（1993年、シネカノン）…スタント
- ポストマン・ブルース （1997年、日活）…カースタント
- アンラッキー・モンキー （1998年、松竹富士）…カースタント
- プロゴルファー織部金次郎4 愛しのロストボール （1998年、東映）…擬斗/スタント
- 極道ソクラテス （1996年、日活）…出演
- 修羅がゆく3 九州やくざ戦争 （1996年、KnacK（現：ICHI））…出演
- 新宿やくざ狂犬伝 一匹灯 （1999年、大映）…出演
- 鮫肌男と桃尻女 （1999年、東北新社）…カースタント
- MONDAY （2000年、シネカノン）…カースタント
- Go! （2004年、日活、NHKエンタープライズ21、ソニーPCL）…スタント
- L change the WorLd （2008年、ワーナー・ブラザース）…カースタント・劇用車

### 主なテレビドラマ
- 会いたくて （1989年、NTV）…出演
- 華麗なる追跡 THE CHASER （1989年、NTV）…スタント
- 仁義なき純愛 （1989年、CX）…出演
- あいつがトラブル （1990、CX）…出演
- 柳生十兵衛・決闘！花の吉原 （1991年、TBS）…出演
- はぐれ刑事純情派 第3シリーズ （1990年、ANB、東映）…出演
- はぐれ刑事純情派 第4シリーズ （1991年、ANB、東映）…出演
- 三浦海岸魚河岸物語 （1991年、TBS、JNN）…出演
- ジュニア・愛の関係 （1992年、CX）…出演
- 夏の嵐! （1992年、TBS）…出演
- 家なき子2 （1992年、NTV）…出演
- リスキー・ゲーム （1996年、TBS）…出演
- 聖龍伝説 （1996年、NTV）…出演
- 我等の放課後 （1996年、NHK）…出演
- 名探偵保健室のオバさん（1997年、ANB）…出演
- D×D （1997年、NTV）…出演
- ギフト （1997年、CX）…出演
- P.A. プライベートアクトレス (1998、NTV) …出演
- お礼は見てのお帰り ナニワのべっぴん刑事 一本木礼子3 （1999年、KTV、CX系）…出演
- もう呼ぶな、海! （1999年、STV、NTV系）…出演
- 蘇える金狼 （1999年、NTV）…出演
- 女弁護士水島由里子の危険な事件ファイルNo.3 （1999年、CX）…出演